# 廬陵道
廬陵道（ろりょう-どう）は中華民国北京政府により設置された江西省の道。

## 沿革
1914年（民国3年）に清代の贛西道地区に設置。観察使は宜春県に置かれ、下部に宜春、泰和、吉水、永豊、安福、遂川、万安、永新、寧岡、蓮花、清江、新淦、新喩、峡江、吉安、分宜、萍郷、万載、高安、上高、宜豊の21県を管轄した。1914年（民国4年）5月に観察使は道尹と改められ、同年12月に道尹公署は吉安県に移された。1927年（民国16年）に廃止されている。

## 行政区画
廃止直前の下部行政区画は下記の通り。（50音順）
- 安福県
- 永新県
- 永豊県
- 宜春県
- 宜豊県
- 吉安県
- 吉水県
- 峡江県
- 高安県
- 上高県
- 新淦県
- 新喩県
- 遂川県
- 清江県
- 泰和県
- 寧岡県
- 万安県
- 万載県
- 分宜県
- 萍郷県
- 蓮花県